# Reinier Pelgrom
Reinier Pelgrom (Rheden, 24 april 1886 – Velp, 14 april 1994) was vanaf 3 september 1992 de oudste levende man van Nederland, na het overlijden van Johannes van Capel. Hij heeft deze titel 1 jaar en 223 dagen gedragen.
Pelgrom overleed op de leeftijd van 107 jaar en 355 dagen. Zijn opvolger was Jan de Winter.